# Saint-Exupéry (França)
Saint-Exupéry é uma comuna francesa na região administrativa da Nova Aquitânia, no departamento da Gironda. Estende-se por uma área de 4,19 km². Em 2010 a comuna tinha 170 habitantes (densidade: 40,6 hab./km²).